# 二階堂高嗣
二階堂高嗣（日语：／ Nikaidō Takashi，1990年8月6日—），傑尼斯事務所團體Kis-My-Ft2的成員，現在也同時作為Kis-My-Ft2的特別組合舞祭組活動。出生于东京都。

## 曾經參加的團體
- mint
- A.B.C.Jr.
- Kis-My-Ft2
- 舞祭組

## 演出

### 電視劇
- NO KISS（2001年9月25日、富士電視台）
- BAD BOYS J（2013年4月 - 6月、日本電視台） 飾 段野秀典
- 週五Prestige 夏樹静懸疑 ｢女承包商〜噱頭是女人的圈套〜」（2014年9月12日、富士電視台） 飾 小暮俊作
- 心理學家成海朔的挑戰2 家人為何消失？操控人心的瘋子II〜（2015年7月1日、日本電視台）飾 高杉草太
- 特調之女～國稅局特別調査部～（2017年3月4日、富士電視台）飾 財前孝一郎
- ○○人的末路 （2018年4月23日 日本台（NTV) ) 飾 萩原利樹
- 快感インストール Kaikan Install 快感安裝 （2020年12月4日、dTV）

### 電影
- 小川之邊（2011年7月2日、東映） 飾 太田左門
- 劇場版 BAD BOYS J-最後守護的事物-（2013年11月9日） 飾 段野秀典
- 童年玩伴的他（2023年5月12日） 飾 鄰居

### 電視節目
- ザ少年倶楽部
- Ya-Ya-yah
- Music Station

### 舞台劇
- DREAM BOYS(2004年 1月 8日～2004年 1月31日)
- SUMMARY of Johnnys World(2004年 8月 8日～2004年 8月29日)
- Johnnys Theater SUMMARY 2005(2005年 7月26日～2005年 9月 4日)
- DREAM BOYS（2006年）
- 瀧澤演舞城 2007（2007年）
- DREAM BOYS（2007年）
- 瀧澤演舞城 '08 命（LOVE）（2008年）
- 瀧澤演舞城 '09 瀧&Lucky LOVE（2009年）
- PLAYZONE 2009 〜從太陽來的手紙〜（2009年）
- 新春瀧澤革命（2010年）
- 新春人生革命（2010年）
- 瀧澤歌舞伎(2011年)
- 銀河英雄傳說 撃墜王篇（2012年8月3日 - 12日、天王洲銀河劇場） 飾 Caldwell[1]
- 銀河英雄傳說 輝く星 闇を裂いて（2012年11月15日 - 18日、東京國際座談会)  飾 David Von Reus[2]
- 銀河英雄傳說 第三章 內亂（2013年3月31日 - 4月13日、青山劇場） 飾 Wolfgang Mittermeier
- 銀河英雄傳說 第四章 後篇 激突（2014年2月12日 ‐ 3月2日、青山劇場） 飾 Wolfgang Mittermeier[3]
- 〇〇な人の末路〜僕たちの選んだ✕✕な選択〜」（2020年2月9日-3月15日、東京環球劇場）

## SOLO曲
- ジョッシー松村のSCREAM（ジョッシー松村的SCREAM）

作詞：ジョッシー松村、作曲：ERIK SMAALAND
收錄於Kis-My-Ft2第五張大碟「I SCREAM」完全生産限定 4cups盤

## 外部連結
- FAMILY CLUB Official Site > Kis-My-Ft2 （页面存档备份，存于）
- Kis-My-Ft2 （页面存档备份，存于） - MENT RECORDING
- YouTube上的ニカちゃんネル頻道
- 二階堂高嗣的X（前Twitter）